# Joe Joyce (cầu thủ bóng đá)
Joseph Joyce (sinh ngày 18 tháng 3 năm 1961) là một cựu cầu thủ bóng đá người Anh có 479 lần ra sân ở Football League thi đấu cho Barnsley, Scunthorpe United, Carlisle United và Darlington. Ông thi đấu ở vị trí hậu vệ phải. Ông được bổ nhiệm làm Giám đốc Học viện tại Newcastle United năm 2006.

## Sự nghiệp thi đấu
Sinh ra ở Consett, County Durham), Joyce có hơn 350 trận cho Barnsley, nơi ông khởi đầu sự nghiệp. Sau đó thi đấu cho Scunthorpe United và Carlisle United và có một thời gian ngắn cho mượn tại Darlington.

## Sự nghiệp huấn luyện
Joyce bắt đầu sự nghiệp huấn luyện với Carlisle United, là trợ lý huấn luyện viên dưới quyền Mervyn Day đến năm 1997. Sau đó ông trở thành Trưởng Huấn luyện tại Professional Footballers' Association, và được bổ nhiệm làm Giám đốc Học viện tại Newcastle United năm 2006.